# 미국 육군 문장학기관
미국 육군 문장학기관(United States Army Institute of Heraldry)은 미국 육군 산하 기관으로, 미군을 비롯해 미국 정부기관들의 문장을 설계한다. 그 외에 인장, 훈장, 포장, 표장, 기장 등 각종 상징물 도안도 여기서 만든다.